# 植田萌子
植田 萌子（うえだ もえこ、1988年6月5日 - ）は、元テレビ東京アナウンサー。

## 人物
東京都出身。日本女子大学附属豊明小学校、日本女子大学附属中学校・高等学校を経て、日本女子大学文学部英文学科を卒業後、2011年4月にテレビ東京にアナウンサーとして入社。同期入社は紺野あさ美。
2011年7月8日、E morningの一コーナー（アルクロード）にてアナウンサーデビュー。同月11日より2013年春まで『もえ×こん』にレギュラー出演。
これまでは『ニュースモーニングサテライト』など報道・情報系中心のシフトであったが、2013年4月より須黒清華が『出没!アド街ック天国』に異動した後を受け、『ウイニング競馬』司会に起用された。2014年10月31日、2015年中に結婚による退社が報じられ、2014年12月でレギュラー出演の番組を全て降板。2015年2月末をもってテレビ東京を退社。

## 過去の出演番組

### レギュラー
- TOKYO BRANDNEW GIRLS（2012年4月1日 - 2013年3月28日）
- もえ×こん（2011年7月11日 - 2013年4月14日）
- 家、ついて行ってイイですか?（2014年1月6日 - 2014年1月28日）
- ニュースモーニングサテライト（2011年10月6日 - 2014年6月24日、サブキャスター（月・火担当）[6]）
- ウイニング競馬（2013年4月6日 - 2014年12月27日、司会）
- ネオスポーツ the documentary![7]（2011年10月 - 2013年3月[8]・2014年7月 - 2014年12月）
  - 火曜担当　2011年10月4日 - 2013年3月19日
  - 木曜担当　2014年7月3日 - 2014年12月18日
- なないろ日和!　月曜担当（2013年3月 - 2014年12月）
- L4YOU!プラス - 月曜リポーター・木曜リポーター

### 不定期
- TXNニュース
- FMニュース（Inter FM）

### 単発
- アルクロード（2011年7月8日、8月8日 - 12日、15日 - 19日）
- 夏休みのススメ!「サマバケ」キッズの冒険（2011年7月10日）
- アナラボ+（2011年7月17日・8月21日・26日、助手）
  - アナラボJ（BSジャパン：2011年8月23日・24日・26日、助手）
- 「トライアル7」オススメ（2011年7月18日）
- マモレ!絶滅ニンゲン2011（2011年7月18日）
- ポケモンスマッシュ!（2011年7月24日）
- 「ディズニー3時間生中継　マジカルスペシャル!」オススメ（2011年7月24日）
- 東京ディズニーランド・東京ディズニーシーまるごと生中継　真夏の夜のマジカルSP!（2011年7月24日）
- 夏のエンタメ大特集（2011年7月30日）
- ドリームクリエイター（2011年8月14日、28日、9月11日、25日、12月1日 アニソンカバー企画、アナウンサーガチ歌企画ほか）
- アサヒビールスペシャル 独占生中継 隅田川花火大会（2011年8月27日、ヘリコプター中継担当）
- MLBハイライト（2011年8月28日、9月25日）
- ワールドビジネスサテライト（2011年9月28日、「トレンドたまご」コーナー、 秋元玲奈の代理）
- プリティーリズム・オーロラドリーム（2012年1月7日、第39話に本人役で声優として出演）
- マイナビ presents シューカツ魂RADIO SHOW（Inter FM、2012年) ※大橋未歩と交代出演
- 怪奇恋愛作戦（2015年2月7日、第5話にリポーター役で出演）

## その他メディア活動
- 書籍 
  - 2012年度版 「もえ×こん」カレンダー&手帳BOOK（2012年2月25日、ワニブックス[9]） ISBN 978-4847044380
- シングルCD 
  - 「純情☆ファイター」（もえ×こん名義、2011年11月16日、ソニー・ミュージックエンタテインメント）[10][11]